# Йохан Ламберт
Йохан Хайнрих Ламберт (на немски: Johann Heinrich Lambert; на френски: Жан-Анри Ламбер, Jean-Henri Lambert) е швейцарски учен енциклопедист. Има съществени приноси в математиката (картографски проекции), физиката (оптика), астрономията, философията.

## Биография
Роден е на 26 август 1728 г. в елзаския град Мюлуз, тогава ексклав на Швейцарската конфедерация, в семейство на хугеноти. Напуска училище в ранна възраст, за да помага на баща си – шивач, а в свободното си време учи. По-късно вади препитанието си с различни професии – работник в леярна, секретар на философа Исак Иселин. Двадесетгодишен става частен учител на наследниците на имперския граф на Кур Петер фон Салис.
Покрай задълженията си на учител между 1756 и 1758 г. предприема няколко образователни пътешествия, срещайки се с изтъкнати учени на епохата. Посещава Базел, където става член на Швейцарското научно общество. В Гьотинген се среща с Тобиас Майер и Абрахам Кестнер и става член на Гьотингенското научно общество. Установява се в Утрехт и през 1758 г. публикува първия си труд по оптика в Хага. В Париж се среща с Жан льо Рон д'Аламбер.
През 1758 г. се установява в Аугсбург, Бавария, и се сближава с основателите на Научната академия, по-късно Баварска академия на науките. В Аугсбург експериментира в областта на оптиката и издава две книги – по фотометрия и космология. През 1764 г., по препоръка на Ойлер, е избран за член на Пруската академия на науките в Берлин. Установява се да работи в Берлин под покровителството на Фридрих Велики до смъртта си през 1777 г.

## Приноси

### Математика
Йохан Ламберт изказва хипотези в областта на неевклидовите пространства. Въвежда хиперболичните функции в тригонометрията. Извежда формула за връзката между ъглите и площта на хиперболичен триъгълник.
През 1761 г. в труда си Mémoire sur quelques propriétés remarquables des quantités transcendantes et logarithmiques дава първото доказателство за ирационалния характер на числото π използвайки обща верижна дроб за функцията {\displaystyle \tan x}. Съвременникът на Ламберт Ойлер вярва, че π е ирационално число, но не успява да докаже това. Там включва доказателство, че π е трансцендентно число.
Въвежда теореми за конични сечения, които опростяват изчислението на орбити на комети.

### Картографски проекции
Ламберт е първият математик, който разработва двете основни свойства на картографските проекции – конформност (еднаквост на ъглите) и еквивалентност (еднаквост на площите) доказвайки, че те са взаимноизключващи се. През 1772 г. в труда си Anmerkungen und Zusätze zur Entwerfung der Land- und Himmelscharten публикува седем нови проекции без да им даде имена. Днес те са познати по реда на описание като:
1. Ламбертова конформна конична проекция с един или два стандартни паралела.
2. Проекция на Лагранж.
3. Напречна Меркаторова проекция.
4. Ламбертова еквивалентна цилиндрична проекция.
5. Ламбертова напречна еквивалентна цилиндрична проекция.
6. Ламбертова еквивалентна азимутна проекция.
7. Ламбертова еквивалентна конична проекция.

Проекции 1, 3 и 6 са сред най-използваните в наши дни, 2 и 4 се употребяват понякога, а 5 и 7 са рядко използвани.

### Физика
Ламберт изобретява първия хигрометър с практическо приложение. В периода 1755 – 1760 г. експериментира в областта на оптиката. Резултатите от експериментите публикува през 1760 г. в труда си по фотометрия Photometria, sive De mensura et gradibus luminis, colorum et umbrae.
Опирайки се на по-ранни трудове на Тобиас Майер и с помощта на дворцовия художник Бенджамин Калау, Ламберт разработва едни от първите тримерни цветови модели – триъгълна цветна пирамида със 107 цвята на 6 нива.

## Трудове
- Les propriétés remarquables de la route de la lumière par les airs et en général par plusieurs milieux réfringens, sphériques et concentriques. (La Haye 1758)
- Die freie Perspektive oder Anweisung jeden perspektivischen Aufriß von freyen Stücken und ohne Grundriß zu verfertigen. (Zürich 1759)
- Photometria sive de mensure et gradibus luminis colorum et umbra. (Basel 1760)
- Insigniores orbitae cometarum proprietates. (Basel 1761)
- Cosmologische Briefe über die Einrichtung des Weltbaues. (Augsburg 1761), Digitalisat[неработеща препратка]
- Neues Organon oder Gedanken über die Erforschung und Bezeichnung des Wahren und dessen Unterscheidung vom Irrthum und Schein. (Leipzig 1764)
- Beyträge zum Gebrauche der Mathematik und deren Anwendung. 3 Bände (Berlin 1765, 1770, 1772)
- Anmerkungen über die Gewalt des Schiesspulvers und den Widerstand der Luft. (Dresden 1766) Digitalisat
- Zusätze zu den logarithmischen und trigonometrischen Tabellen, zur Erleichterung und Abkürzung der bey Anwendung der Mathematik vorfallenden Berechnungen. (Berlin 1770)
- Anlage zur Architektonik oder Theorie des Einfachen und Ersten in der philosophischen und mathematischen Erkenntniß. 2 Bände. (Hartknoch, Riga 1771)
- Beschreibung einer mit Calauischem Wachse ausgemalten Farben-Pyramide, wo die Mischung jeder Farbe aus weiß und drey Grundfarben angeordnet, dargelegt und derselben Berechnung und vielfacher Gebrauch gewiesen wird. (Berlin 1772)
- Pyrometrie oder vom Maaße des Feuers und der Wärme. (Berlin 1779)
- Deutscher gelehrter Briefwechsel. Hrsg. von Joh. III Bernoulli. 5 Bände (Berlin 1782 – 1785)
- Logische und Philosophische Abhandlungen. Hrsg. von Joh. Bernoulli. 2 Bände. (Dessau 1782 und 1784)
- Philosophische Schriften. 10 Bde in 13 Bdn. Begonnen von Hans Werner Arndt, Fortgeführt von Lothar Kreimendahl. Hildesheim: Georg Olms, 1965 – 2008